# Chabab Riadhi Belouizdad
O Chabab Riadhi de Belouizdad (em árabe: الشّباب الرّياضيّ لبلوزداد), popularmente conhecido como Chabab Belouizdad, CR Belouizdad ou simplesmente CRB, que em português significa "Clube Desportivo Juventude Belouizdad", é um clube de futebol argelino da cidade de Argel que disputa a Ligue 1 Mobilis e é considerado um dos cinco grandes clubes da Argélia com JS Kabylie, ES Sétif, MC Argel e USM Argel.
Fundado em Belouizdad (um distrito de Argel anteriormente conhecido como Belcourt durante o período colonial francês) em 15 de julho de 1962 (dez dias após a independência argelina da França) como Chabab Riadhi de Belcourt graças à fusão do Widad Riadhi de Belcourt (fundado em 1947) e o Club Athéltique de Belcourt (fundado em 1950). Desde o 15 de outubro de 2018, o clube da capital argélina é de propriedade da sociedade de Madar Holding.
O Chabab Belouizdad sempre jogou na primeira divisão do futebol argelino (desde a sua criação em 1962), e é o único clube com o MC Orã para ter jogado em cada temporada da Ligue 1.
O Grande Chabab desempenha seus jogos em casa no estádio 20 de agosto 1955 (em francês: Stade du 20-Août-1955), conhecido localmente como «A Cozinha». As cores que identificam a equipe da capital são o branco e vermelho, e têm sido usadas nas cores de seu uniforme desde 1962. Seus rivais tradicionais são MC Argel, USM Argel e NA Hussein Dey.
É um dos clubes argelinos mais bem sucedidos. No nível local, o CRB ganhou oito ligas, oito taças, duas supertaças e uma taça da liga, totalizando dezenove títulos nacionais. Além disso, a nível regional, a equipa alcançou o recorde de três títulos na Liga dos Campeões do Magrebe, sendo o único clube do Magrebe a ganhar três finais consecutivas, entre 1970 e 1972.
O CRB tem uma tradicionalíssima rivalidade com o MC Argel. A partida é conhecida como The Big Derby.
| Nacionais                    | Nacionais | Nacionais                                                                       | Nacionais |
| Competição                   | Títulos   | Temporadas                                                                      |           |
| ---------------------------- | --------- | ------------------------------------------------------------------------------- | --------- |
| Campeonato Argelino          | 9         | 1964-65, 1965-66, 1968-69, 1969-70, 1999-00, 2000-01, 2019-20, 2020-21, 2021-22 |           |
| Copa da Argélia              | 8         | 1965-66, 1968-69, 1969-70, 1977-78, 1994-95, 2008-09, 2016-17, 2018-19          |           |
| Supercopa da Argélia         | 2         | 1994-95, 2018-19                                                                |           |
| Copa da Liga da Argélia      | 1         | 1999-00                                                                         |           |
| Regionais                    |           |                                                                                 |           |
| Competição                   | Títulos   | Temporadas                                                                      |           |
| Liga dos Campeões do Magrebe | 3         | 1969-70, 1970-71, 1971-72                                                       |           |